# Barrage de Teles Pires
Le barrage de Teles Pires est un barrage dans le Mato Grosso en Brésil sur le Rio São Manuel. Il est associé à une centrale hydroélectrique de 1 820 MW. Sa construction a commencé en 2011.